# Sam M. Lewis
Sam M. Lewis (25 de octubre de 1885 – 22 de noviembre de 1959 fue un cantante y letrista de nacionalidad estadounidense.

## Biografía
Nacido en la ciudad de Nueva York, Lewis empezó su carrera musical cantando en cafés de su ciudad natal, iniciándose en la composición de canciones en 1912. Escribió numerosas canciones, y colaboró con otros compositores, principalmente con Joe Young, aunque también con Fred E. Ahlert, Walter Donaldson, Bert Grant, Harry Warren, Jean Schwartz, Ted Fio Rito, J. Fred Coots, Ray Henderson, Victor Young, Peter DeRose, y Harry Akst. 
También contribuyó al género musical representado en el circuito de Broadway The Laugh Parade, y participando en musicales puestos en escena en Hollywood, entre ellos Squibs Wins The Calcutta Sweep, The Singing Fool, Wolf Song, y Spring is Here. Además, sus canciones se han utilizado en películas modernas más actuales, como fue el caso de Big Fish y El informe Pelícano. 
En 1914 Lewis fue socio fundador de la American Society of Composers, Authors and Publishers, y más adelante fue incluido en el Salón de la Fama de los Compositores. 
Entre sus composiciones figuran:
- "For All We Know"
- "Has Anybody Seen My Gal?"
- "I'm Sitting on Top of the World"
- "Just Friends"
- "Gloomy Sunday"

Sam M. Lewis falleció en Nueva York en 1959. Fue enterrado en el Cementerio Woodlawn del barrio del Bronx, en Nueva York.